# Leisu
Leisu (Duits: Leiso) is een plaats in de Estlandse gemeente Hiiumaa, provincie Hiiumaa. De plaats heeft de status van dorp (Estisch: küla).
Tot in oktober 2017 behoorde Leisu tot de gemeente Emmaste en sindsdien tot de fusiegemeente Hiiumaa.

## Bevolking
De ontwikkeling van het aantal inwoners blijkt uit het volgende staatje:
| Jaar            | 2000 | 2011 | 2017 | 2019 | 2021 |
| --------------- | ---- | ---- | ---- | ---- | ---- |
| Aantal inwoners | 22   | 16   | 20   | 24   | 18   |

## Ligging
De plaats ligt aan de westkant van het eiland Hiiumaa, op een afstand van ongeveer 2 km van de Oostzee. De Tugimaantee 84, de secundaire weg van Emmaste naar Luidja, komt door Leisu.

## Geschiedenis
Leisu lag op het landgoed van Großenhof (Suuremõisa) en vanaf 1796 op het landgoed van Emmast (Emmaste). De plaats werd voor het eerst genoemd als kleine boerderij Clese Mich of Clese Michel in 1564. In 1565 heette ze Cleso Michill, in 1583 Leso Greß en in 1648 Leiso Laur. In 1798 was ze als Leiso een dorp geworden.
In 1893 kreeg Leisu een dorpsschool, die in 1934 door een nieuwe school werd vervangen. Het werd een van de grootste schoolgebouwen van het eiland. De school ging dicht in 1969, weer open in 1991 en opnieuw dicht in 2003. Sinds 2010 zijn in het gebouw een kinderdagverblijf en een bibliotheek gevestigd.